# Sam Watson
Samuel Watson, noto come Sam Watson (Southlake, 27 febbraio 2006), è un arrampicatore statunitense, detentore del record mondiale nella categoria speed, vincitore del bronzo ai Giochi olimpici di Parigi 2024.

## Biografia
Ha rappresentato gli Stati Uniti ai Giochi olimpici estivi di Parigi 2024 nella gara di velocità, dove è stato eliminato dal cinese Wu Peng in semifinale. Nella finale per il bronzo ha sconfitto l'iraniano Reza Alipour; nell'occasione ha anche realizzato il primato mondiale della specialità, grazie al tempo di 4"740. 

## Palmares
- Giochi olimpici

Parigi 2024:  Bronzo nella velocità